# Willie Garson
Willie Garson Paszamant (ur. 20 lutego 1964, zm. 22 września 2021) − amerykański aktor filmowy i telewizyjny. W latach 1998–2004 występował jako Stanford Blatch w serialu stacji HBO Seks w wielkim mieście.
Urodził się w Highland Park w New Jersey. Ukończył Wasleyan University. Uczęszczał też do Yale Drama School.
Grał przeważnie drugoplanowe role w filmach: Dzień świstaka (1993), Twierdza (1996), Sposób na blondynkę (1998), Zakręcony piątek (2003), Jak w niebie (2005), Mały Manhattan (2005), a także w znanych serialach telewizyjnych, w tym: Chłopiec poznaje świat (1993−1999), Z Archiwum X (1995, 1999), Nowojorscy gliniarze (1996−1999), Ally McBeal (1997−1998), Ich pięcioro (1998), Star Trek: Voyager (1998), Przyjaciele (1999), Gwiezdne wrota (2000−2006), CSI: Kryminalne zagadki Las Vegas (2003) czy Detektyw Monk (2004).

## Filmografia

### Filmy fabularne
- 1989: Peter Gunn (TV) jako Rusty
- 1990: Egzorcysta 2½ jako student Nerd
- 1991: Babka z zakalcem jako przygłup egzekucyjny
- 1991: Gangsterzy jako operator telefoniczny
- 1992: Ruby jako Lee Harvey Oswald
- 1993: Dzień świstaka jako Kenny, asystent Phila
- 1993: Skryta namiętność jako Patsy
- 1995: Rzeczy, które robisz w Denver, będąc martwym jako Cuffy
- 1996: Twierdza jako Francis Reynolds
- 1996: Kręglogłowi jako kieszonkowiec
- 1996: Marsjanie atakują! jako człowiek z korporacji
- 1998: Sposób na blondynkę jako dr Zit Face/kumpel ze szkoły średniej
- 1998: Pełnia życia jako mężczyzna w windzie
- 1999: Być jak John Malkovich jako facet w restauracji
- 1999: Kumpel do bicia jako Cappie Caplan
- 2000: Z księżyca spadłeś? jako Brett
- 2000: Our Lips Are Sealed jako agent Norm
- 2001: Afera poniżej zera jako Ted Muntz
- 2002: Luster jako Sonny Spike
- 2003: Zakręcony piątek jako Evan
- 2005: Miłosna zagrywka jako Kevin
- 2005: Jak w niebie jako gospodarz D'
- 2005: Mały Manhattan jako Ralph
- 2006: Tak się robi telewizję jako Brian
- 2006: Zoom: Akademia superbohaterów jako Dick
- 2008: Seks w wielkim mieście jako Stanford Blatch
- 2009: Prawo ciążenia jako Carl
- 2010: Seks w wielkim mieście 2 jako Stanford Blatch

### Seriale TV
- 1986: Zdrówko jako kelner
- 1986: To znowu ty? jako Clerk
- 1989: Świat pana trenera jako Clerk
- 1989−1992: Zagubiony w czasie jako Alik Idell / Lee Harvey Oswald / Seymour
- 1991: Miasteczko Twin Peaks jako Heavy Metal Roadie
- 1993: Prawnicy z Miasta Aniołów jako Jay
- 1993−1999: Chłopiec poznaje świat jako Leonard Spinelli / Mervyn / Minister
- 1994: Renegat jako Tommy
- 1995: Z Archiwum X jako Quinton 'Roach' Freely
- 1995: MADtv jako Lee Harvey Oswald
- 1995: Szaleję za tobą jako Randall
- 1996: Dotyk anioła jako Eddie Brenner
- 1999: Z Archiwum X jako Henry Weems
- 1996−1999: Nowojorscy gliniarze jako Henry Coffield
- 1997: Karolina w mieście jako irytujący facet
- 1997: Kancelaria adwokacka jako D.A. Frank Shea
- 1997−1998: Melrose Place jako dr Mosley
- 1997−1998: Ally McBeal jako Alan Farmer / Frank Shea
- 1998: Zapytaj Harriet jako Ronnie Rendall
- 1998: Buffy: Postrach wampirów jako
- 1998: Ich pięcioro jako pan Kroop
- 1998: Star Trek: Voyager jako Riga
- 1998−2004: Seks w wielkim mieście jako Stanford Blatch
- 1999: Przyjaciele jako Steve
- 1999: Ja się zastrzelę jako Kurt
- 1999: Zdarzyło się jutro jako Willie Dretler
- 1999: Nash Bridges jako Leonard Voss
- 2000: Poziom 9 jako Bones
- 2000: Spin City jako Ned
- 2000−2006: Gwiezdne wrota jako Martin Lloyd
- 2002: Wybrańcy obcych jako dr Kreutz
- 2003: CSI: Kryminalne zagadki Las Vegas jako Bud Simmons / Sexy Kitty
- 2004: Tak, kochanie jako Gordon
- 2004: Babski oddział jako Deke
- 2004: Detektyw Monk jako Leo Navarro
- 2004: Szczęśliwa karta jako Alan Farmer / Brad Pitt
- 2005−2006: CSI: Kryminalne zagadki Miami jako Ian Sutter / Ian Sutton
- 2006: Las Vegas jako Pete Natelson
- 2009: Czarodzieje z Waverly Place jako pan Frenchy
- 2009: Gdzie pachną stokrotki jako Dick Dicker
- 2009: Mental: Zagadki umysłu jako Leonard Steinberg
- 2009−2014: Białe kołnierzyki jako Mozzie
- 2012: Rozpalić Cleveland jako dr Brotz
- 2013: Dwóch i pół jako dr Steven Staven
- 2013: Wendell & Vinnie jako członek Jury
- 2014: Dziewczyna poznaje świat jako Harrison Miller
- 2015−2017: Hawaii Five-0 jako Gerard Hirsch
- 2016: Tajemnice Laury jako George Tilieu
- 2017: Skandal jako protestujący